# Edyta Górniak

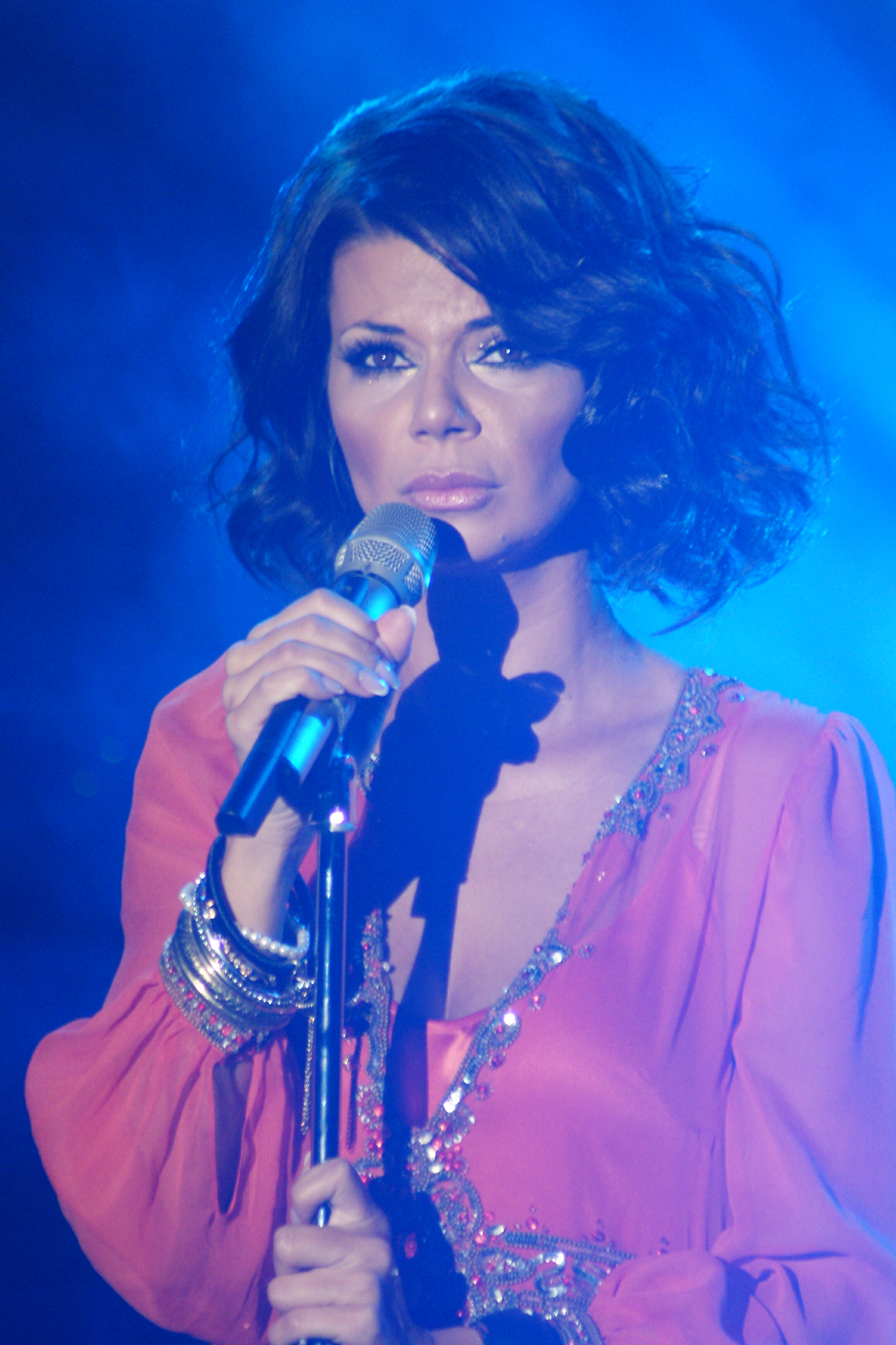
Edyta Górniak

Edyta Anna Górniak (Ziębice, 14 november 1972) is een Poolse zangeres.
Op 16-jarige leeftijd kwam ze voor het eerst op de Poolse televisie bij een talentenjacht in 1989. In 1993 nam ze deel aan de Baltic Song Contest, waar ze derde werd.
Een jaar later nam ze als 21-jarige deel aan het Eurovisiesongfestival in Dublin voor haar vaderland Polen, dat zijn debuut maakte. Met het lied "To nie ja!" werd ze tweede na Ierland (tevens de organisator van het songfestival dat jaar). Deze tweede plek is nog altijd de hoogst behaalde positie door Polen ooit.
Ze verscheen in februari 2006 voor de derde maal op de omslag van Playboy.

## Internationale singles
- Once in a lifetime (EDEL, 1994)
- When you come back to me (EMI, 1997)
- Anything (EMI, 1998)
- One & one (Toshiba EMI: 1997, EMI Europe: 1999)
- Linger (EMI, 1999, promotional radio single)
- Impossible (Virgin, 2003)
- The Story so far (Virgin, 2003, promotional radio single)
- Whatever it takes (Virgin, 2003, promotional radio single)